# Ningbingia res
Ningbingia res är en snäckart som beskrevs av Alan Solem 1981. Ningbingia res ingår i släktet Ningbingia och familjen Camaenidae. IUCN kategoriserar arten globalt som sårbar. Inga underarter finns listade i Catalogue of Life.